# 菊田豊
菊田 豊（きくた ゆたか，1961年4月28日‐）は、日本の外交官 。
在ナイジェリア大使，在ネパール大使を歴任，2024年より在ブルネイ大使を務める。

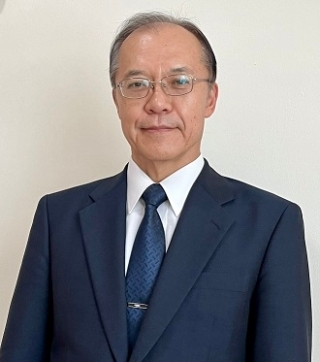
外務省より公表された公式肖像画像

## 略歴
福島県福島市出身。福島県立福島高等学校を経て、石弘光第14代一橋大学学長の勉強会などに参加し、1983年10月 外務公務員採用上級試験合格。1984年3月 一橋大学法学部卒業。
- 1984年 4月　 外務省入省（経済局総務参事官室）[4]
- 1985年 9月　 オハイオ州立大学留学（米国史専攻、在アメリカ合衆国日本国大使館外交官補）[4][5]
- 1987年 7月　 大蔵省銀行局調査課調査主任出向[4][5]
- 1993年 9月　 総合外交政策局安全保障政策課[5]
- 1995年 4月　 軍縮会議日本政府代表部一等書記官[4][5]
- 1998年       　　　経済協力局国際機関課首席事務官[4]
- 1999年 3月　 経済協力局政策課企画官
- 2000年 3月　 兼 経済協力局政策課（国別計画策定室長）（～2001年5月）
- 2000年 8月　 経済協力局調査計画課企画官
- 2001年 5月　 大臣官房 外務副大臣秘書官事務取扱
- 2002年10月　総合外交政策局総務課企画官 兼 経済局国際経済第一課（アジア欧州協力室長）
- 2004年 2月　 アジア大洋州局南西アジア課長
- 2005年 9月　 在タイ日本国大使館 参事官
- 2007年 7月　 大臣官房情報通信課長
- 2009年 7月　 宮内庁侍従
- 2012年 8月　 在オランダ日本国大使館 公使
- 2013年 8月　 オランダふくしま会副会長[6]
- 2015年 1月　 在インド日本国大使館 公使 兼 在ブータン日本国大使館 公使[5]、インド福島県人会名誉会長[3]
- 2018年 4月　 ナイジェリア国駐箚 特命全権大使[7][8]
- 2021年 2月　 ネパール国駐箚 特命全権大使[9][2][10]
- 2024年11月　ブルネイ国駐箚 特命全権大使[11]

剣道6段。特技はスキー。使用言語は日本語、英語、タイ語、フランス語。家族は中学時代の同級生だった妻との間に3子。

## 同期
- 有吉勝秀（23年コスタリカ大使・20年エルサルバドル大使）
- 礒正人（22年クロアチア大使・18年デュッセルドルフ総領事）
- 伊藤康一（24年ギリシャ大使・20年ニュージーランド大使）
- 伊藤直樹（24年ベトナム大使・19年バングラデシュ大使・17年シカゴ総領事）
- 今村朗（23年セルビア大使・20年ジョージア大使・23年セルビア大使）
- 岩井文男（20年サウジアラビア大使・15年イラク大使）
- 大森茂（17年セネガル大使・15年法務省名古屋入国管理局長）
- 岡田隆（20年アフガニスタン大使）
- 岡庭健（24年アラブ首長国連邦大使・21年ケニア大使）
- 下川眞樹太（22年フランス、アンドラ大使・19年ベルギー大使・17年大臣官房長・16年国際文化交流審議官）
- 杉山明（24年ノルウェー大使・21年特命全権大使（国際テロ対策・組織犯罪対策協力担当）・18年スリランカ大使・17年儀典長・15年内閣審議官・13年山形県警察本部長）
- 鈴木哲（19年インド大使・17年総合外交政策局長・16年国際情報統括官）
- 竹若敬三（21年北極担当大使・19年ラオス大使）
- 千葉明（22年バチカン大使、19年ASEAN大使・16年ロサンゼルス総領事）
- 梨田和也（19年タイ大使・17年国際協力局長）
- 藤山美典（22年スイス兼リヒテンシュタイン大使）
- 藤原直（21年エディンバラ総領事）
- 正木靖（23年インドネシア大使・20年EU大使・17年欧州局長）
- 森下敬一郎（21年エクアドル大使・17年コロンビア大使）
- 山上信吾（20年オーストラリア大使・18年経済局長・17年国際情報統括官）
- 山田洋一郎（22年モルドバ大使・20年立命館アジア太平洋大学アジア太平洋学部教授（出向）・17年シアトル総領事）
- 山野内勘二（22年カナダ大使・18年ニューヨーク総領事・16年経済局長）